# ロンダニーナ
ロンダニーナ(イタリア語: Rondanina)は、イタリア共和国リグーリア州ジェノヴァ県にある、人口約100人の基礎自治体（コムーネ）。

## 地理

### 位置・広がり

#### 隣接コムーネ
隣接するコムーネは以下の通り。
- ファーシャ
- モンテブルーノ
- プロパータ
- トッリーリア

### 地震分類
イタリアの地震リスク階級 (it) では、3 に分類される
。

## 行政

### 分離集落
ロンダニーナには、以下の分離集落（フラツィオーネ）がある。
- Conio Avena, Costalunga, Fontanasse, Giardino, Gorreto dei Ballini, Maiada, Retezzo